# Destino em Apuros
Destino em Apuros é um filme de comédia brasileiro lançado em 15 de outubro de 1953, e dirigido por Ernesto Remani. Foi o primeiro longa metragem com cenas coloridas, e foi o responsável por introduzir os filmes coloridos no Brasil. Os negativos em cores precisaram ser revelados nos Estados Unidos, o que resultou em um orçamento muito maior do que o previsto para o filme. Não obteve um bom retorno de bilheteria, não conseguindo recuperar o dinheiro investido, fazendo com que a produtora Multifilmes S.A. se endividasse e fechasse as portas alguns anos após a estreia do filme.
Apesar disso, trouxe em seu elenco atores que mais tarde despontaram no teatro, cinema e na televisão, como Paulo Goulart, Hélio Souto e Inezita Barroso.

## Sinopse
O filme se aventura pelo terreno Sobrenatural, apresentando o Destino simbolizado por uma figura humana como outra qualquer, mas que possui hábitos estranhos.  Um dia esta pessoa comete um engano, confundindo duas vidas, surgindo então grandes complicações.[carece de fontes?]

## Produção
Foi gravado em São Paulo, nos estúdios da produtora Multifilmes, situada em Mairiporã, tendo também como locação o Museu do Ipiranga, o Cemitério São Paulo, em Pinheiros, e o prédio do Instituto Biológico, na Vila Mariana, que era usado nas tomadas externas como o escritório de Destino. Apesar de ter produção nacional, o Departamento de Censura não concedeu o certificado de filme brasileiro, graças à utilização do estúdio americano Houston Color Films para revelar os negativos coloridos, o que gerou outras inúmeras despesas e fez com que a obra não conseguisse recuperar nas bilheterias o dinheiro que fora investido em sua produção. O filme não era totalmente colorido, havia apenas algumas cenas. O processo escolhido para colorir foi o ANSCOCOLOR, dominado pelo técnico norte-americano H.B.Corell, que também participou do longa como diretor de fotografia.

## Elenco

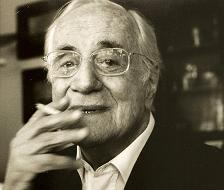
Paulo Autran

- Paulo Autran - Destino
- Hélio Souto
- Waldemar Seyssel
- Jayme Barcellos
- Lídia Vani
- Paulo Goulart
- Aracy Cardoso
- Antônio Fragoso
- Ludy Veloso
- Ítalo Rossi
- João Alberto
- Sérgio Britto
- Ibáñez Filho
- Inezita Barroso
- Luiz Bonfá
- Paulo Ruschel
- Ivone Nelson
- Luiz Telles
- Beatriz Consuelo
- Tito Lívio Baccarini
- Sílvio Michelany
- Douglas Michelany
- Luiz Tito
- Graça Mello
- Benedito Corsi
- Elísio de Albuquerque
- Armando Couto
- Orlando Villar

## Exibição
Foi lançado em 15 de outubro de 1953, em São Paulo, nas salas Ipiranga; Ópera; Alhambra; Esmeralda; Majestic; Paramount; Jóia; Itamarati; Nacional; Cruzeiro; Climax; Riviera; Piratininga; Roma; Brasil; Paris; Maracanã; Cinemar; Júpiter; Imperial; Colonial; e São Caetano. Houve uma exibição especial em 23 de Outubro do mesmo ano, na sala Ipiranga.

## Curiosidades
- Para dar um efeito fantasioso para o longa metragem, as cenas internas do escritório do personagem principal, Destino, eram gravadas no vigésimo andar de um prédio, e as cenas externas no Instituto Biológico, que tem apenas cinco andares. Segundo o próprio ator, Paulo Autran, "o Destino (ou seja, eu) olhava pelo 20º andar de um prédio de cinco andares, o que acentuava involuntariamente o tom fantástico da trama".
- Além de revelar grandes atores, "Destino em Apuros" foi o filme em que a célebre dupla Grande Otelo e Oscarito apareceu juntos pela última vez.

## Prêmios
| Ano  | Premiação                                           | Categoria                     | Recpientes    | Resultado |
| ---- | --------------------------------------------------- | ----------------------------- | ------------- | --------- |
| 1953 | Prêmio Sací                                         | Melhor Fotografia em Anscolor | H. B. Corell  | Venceu    |
| 1953 | O Índio, da revista Jornal e Cinema, Rio de Janeiro | Menção Especial               | Mario Civelli | Venceu    |